# Quận Door, Wisconsin
Quận Door một quận thuộc tiểu bang Wisconsin, Hoa Kỳ. Quận lỵ đóng ở Sturgeon Bay. Theo điều tra dân số năm 2000 của Cục điều tra dân số Hoa Kỳ năm 2000, quận có dân số 27.961 người. Đây là một địa điểm du lịch nổi tiếng, đặc biệt đối với cư dân Wisconsin và Illinois.

## Địa lý
Theo Cục điều tra dân số Hoa Kỳ, quận có diện tích 6138 km2, trong đó có 4888 km2 là diện tích mặt nước.

## Khí hậu

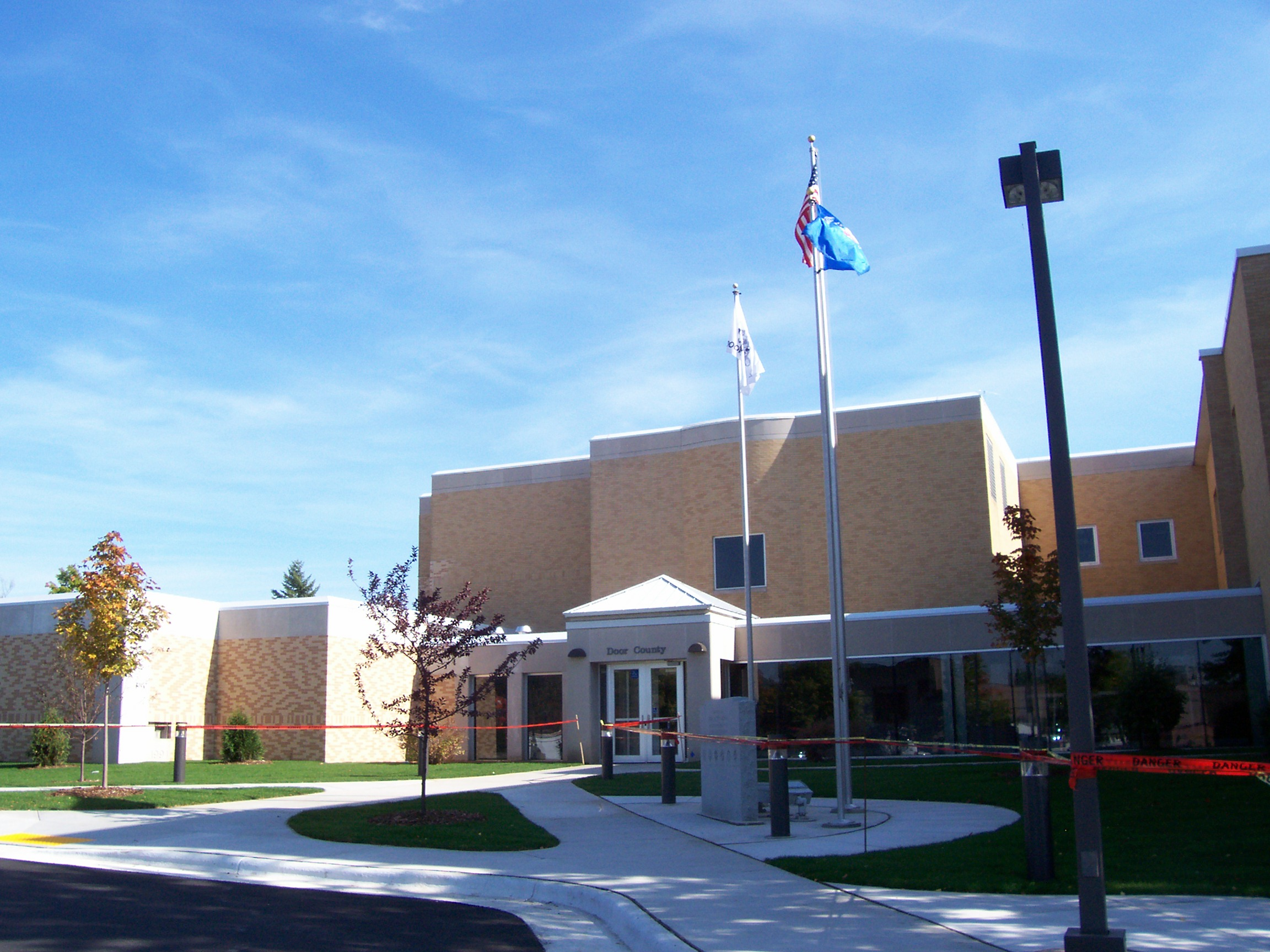
Toà án quận Door

| 1                                                     | 2         | 3       | 4        | 5       | 6       | 7        | 8        | 9        | 10       | 11     | 12    |
| 57 −6 −8                                              | 54 −8 −15 | 60 1 −4 | 129 9 −2 | 93 13 3 | 85 18 9 | 97 21 12 | 78 20 15 | 87 19 12 | 129 11 3 | 85 7 1 | 65 −2 |
| Trung bình tối đa và tối thiểu. Nhiệt độ tính theo °C |           |         |          |         |         |          |          |          |          |        |       |
| Tổng lượng giáng thủy tính theo mm                    |           |         |          |         |         |          |          |          |          |        |       |
| Nguồn:                                                |           |         |          |         |         |          |          |          |          |        |       |

| Đổi ra hệ đo lường Anh                                | Đổi ra hệ đo lường Anh | Đổi ra hệ đo lường Anh | Đổi ra hệ đo lường Anh | Đổi ra hệ đo lường Anh | Đổi ra hệ đo lường Anh | Đổi ra hệ đo lường Anh | Đổi ra hệ đo lường Anh | Đổi ra hệ đo lường Anh | Đổi ra hệ đo lường Anh | Đổi ra hệ đo lường Anh | Đổi ra hệ đo lường Anh |
| ----------------------------------------------------- | ---------------------- | ---------------------- | ---------------------- | ---------------------- | ---------------------- | ---------------------- | ---------------------- | ---------------------- | ---------------------- | ---------------------- | ---------------------- |
| 1                                                     | 2                      | 3                      | 4                      | 5                      | 6                      | 7                      | 8                      | 9                      | 10                     | 11                     | 12                     |
| 2.2 21 18                                             | 2.1 18 5               | 2.4 34 25              | 5.1 48 28              | 3.7 55 37              | 3.3 64 48              | 3.8 70 54              | 3.1 68 59              | 3.4 66 54              | 5.1 52 37              | 3.3 45 34              | 2.6 28                 |
| Trung bình tối đa và tối thiểu. Nhiệt độ tính theo °F |                        |                        |                        |                        |                        |                        |                        |                        |                        |                        |                        |
| Tổng lượng giáng thủy tính theo inch                  |                        |                        |                        |                        |                        |                        |                        |                        |                        |                        |                        |

| 1                                                     | 2         | 3       | 4        | 5       | 6       | 7        | 8        | 9        | 10       | 11     | 12    |
| 57 −6 −8                                              | 54 −8 −15 | 60 1 −4 | 129 9 −2 | 93 13 3 | 85 18 9 | 97 21 12 | 78 20 15 | 87 19 12 | 129 11 3 | 85 7 1 | 65 −2 |
| Trung bình tối đa và tối thiểu. Nhiệt độ tính theo °C |           |         |          |         |         |          |          |          |          |        |       |
| Tổng lượng giáng thủy tính theo mm                    |           |         |          |         |         |          |          |          |          |        |       |
| Nguồn:                                                |           |         |          |         |         |          |          |          |          |        |       |

| Đổi ra hệ đo lường Anh                                | Đổi ra hệ đo lường Anh | Đổi ra hệ đo lường Anh | Đổi ra hệ đo lường Anh | Đổi ra hệ đo lường Anh | Đổi ra hệ đo lường Anh | Đổi ra hệ đo lường Anh | Đổi ra hệ đo lường Anh | Đổi ra hệ đo lường Anh | Đổi ra hệ đo lường Anh | Đổi ra hệ đo lường Anh | Đổi ra hệ đo lường Anh |
| ----------------------------------------------------- | ---------------------- | ---------------------- | ---------------------- | ---------------------- | ---------------------- | ---------------------- | ---------------------- | ---------------------- | ---------------------- | ---------------------- | ---------------------- |
| 1                                                     | 2                      | 3                      | 4                      | 5                      | 6                      | 7                      | 8                      | 9                      | 10                     | 11                     | 12                     |
| 2.2 21 18                                             | 2.1 18 5               | 2.4 34 25              | 5.1 48 28              | 3.7 55 37              | 3.3 64 48              | 3.8 70 54              | 3.1 68 59              | 3.4 66 54              | 5.1 52 37              | 3.3 45 34              | 2.6 28                 |
| Trung bình tối đa và tối thiểu. Nhiệt độ tính theo °F |                        |                        |                        |                        |                        |                        |                        |                        |                        |                        |                        |
| Tổng lượng giáng thủy tính theo inch                  |                        |                        |                        |                        |                        |                        |                        |                        |                        |                        |                        |

## Chụp ảnh phi hành gia
| Nhiếp ảnh phi hành gia của Quận Door |  |  |  |
|                                      |  |  |  |